# 犘氏亮麗鯛
犘氏亮麗鯛（学名：Lamprologus mocquardi）為輻鰭魚綱鱸形目隆頭魚亞目慈鯛科的其中一種，分布於非洲剛果河及烏班基河上游流域，體長可達12公分，棲息在中底層水域，生活習性不明。